# Фабіан Фесінгер

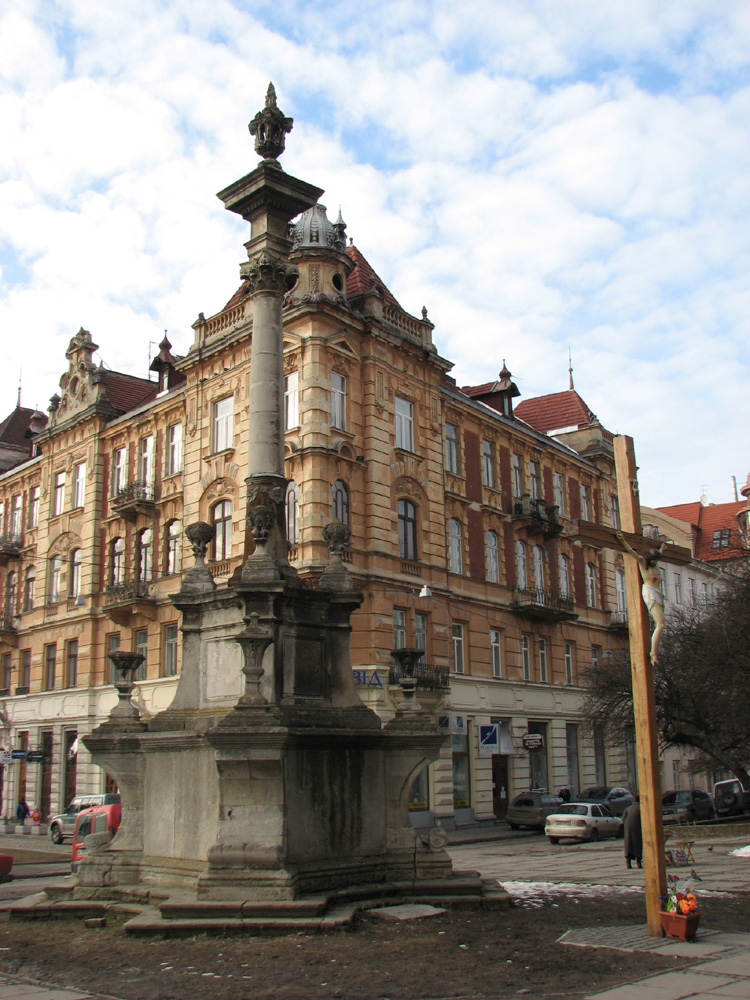
Колона св. Яна з Дуклі

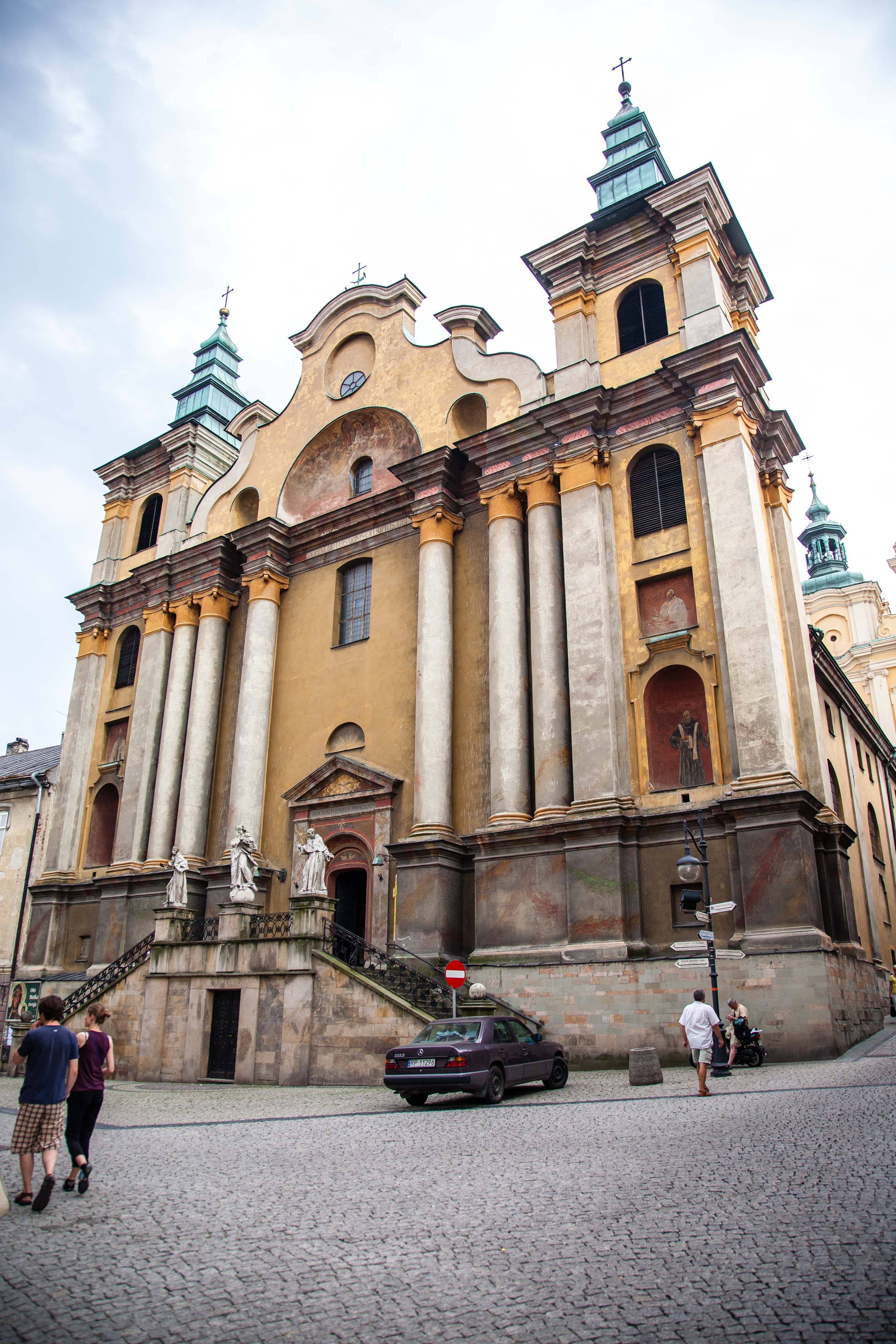
Фасад костелу францисканців, Перемишль

Фабіан Фесінгер (? — бл. 1767) — скульптор та архітектор середини XVIII ст. німецького походження. Перший серед Фесінгерів, які працювали у Львові. Не мав ніякої посади, не згаданий в записах суду лавників. Ймовірно, на думку Тадеуша Маньковського, його роботами були:
- кам'яна статуя Непорочного зачаття Пречистої Діви Марії перед костелами св. Антонія (Львів); бернардинців (Дукля)
- кам'яна статуя Непорочного зачаття Пречистої Діви Марії перед костелом францисканців, Перемишль
- колона та статуя св. Яна з Дуклі перед костелом св. Андрія (фундована 1736 року Северином Міхалом Жевуським,[1] за іншими даними, фундаторами були крайчий коронний Северин Юзеф Жевуський та його дружина Антоніна з Потоцьких, автором — Томас Гуттер[2][3]). Збігнев Горнунг вважав, що автором різьби був Томас Гуттер, з цією атрибуцією погодився Якуб Сіто.[4]

Збігнев Горнунг приписував йому різьбярський вистрій костелу Небовзяття в Підкамені.